# 끈 장론
끈 장론(영어: string field theory)이란 끈 이론에서 끈을 양자장론의 도구로 다루는 이론이다. 대개 끈 이론은 일차양자화를 거쳐, 어떤 주어진 산란행렬의 원소를 계산하려면 필요한 세계면을 가정하고 그 위에 등각장론을 이용하여 산란진폭을 계산한다. 그 반면 끈 장론은 이를 이차양자화하여 세계면 자체를 일종의 장으로 다룬다.

## 열린 보손 끈 장론
끈을 BRST 양자화를 하면 유령수에 따라 차수 붙은 벡터 공간(graded vector space) {\displaystyle V}를 얻는다. 여기에는 자연스럽게 BRST 연산자
{\displaystyle Q\colon V_{i}\to V_{i+!}}
가 존재한다. 일차양자화 끈 이론에서는
{\displaystyle Q|\Psi \rangle =0}
{\displaystyle |\Psi \rangle \sim |\Psi \rangle +Q|\Lambda \rangle }
와 같은 BRST 코호몰로지 구속을 가한다. 끈 장론에서는 대신 {\displaystyle |\Psi \rangle \sim |\Psi \rangle +Q|\Lambda \rangle }을 게이지 대칭으로, {\displaystyle Q|\Psi \rangle =0}을 운동방정식으로 본다. {\displaystyle |\Psi \rangle }은 유령수가 1인 상태다. (유령수가 1이 아닌 경우 작용은 0이다.)
이에 따라, 다음과 같은 게이지 불변 운동항을 쓸 수 있다.
{\displaystyle S[\Psi ]={\tfrac {1}{2}}\langle \Psi |Q|\Psi \rangle }
이는 앙드레 느뵈(프랑스어: André Neveu), 헤르만 니콜라이(독일어: Hermann Nicolai), 피터 웨스트(영어: Peter C. West)가 1986년에 밝혔다.
여기에 상호작용하는 끈을 다루려면 다음과 같은 상호작용항을 추가하여야 한다.
{\displaystyle S(\Psi )={\tfrac {1}{2}}\langle \Psi |Q|\Psi \rangle +{\tfrac {1}{3}}g\langle \Psi ,\Psi ,\Psi \rangle },
{\displaystyle g}는 임의의 결합상수로, 장을 재정의하여 {\displaystyle g=1}로 놓을 수 있다. {\displaystyle \langle \Psi _{1},\Psi _{2},\Psi _{3}\rangle }은 세겹선형식으로, 총 유령수가 3인 세 끈 장을 받아 하나의 수로 바꾸는 함수다.
이는 에드워드 위튼이 1986년에 도입하였다.
다음과 같이 {\displaystyle \textstyle \int }와 {\displaystyle *} 기호를 정의하자.
{\displaystyle \int \colon V\to \mathbb {C} }, {\displaystyle *\colon V_{i}\times V_{j}\to V_{i+j}}
{\displaystyle \langle \Sigma |\Phi *\Psi \rangle =\langle \Sigma ,\Phi ,\Psi \rangle }
{\displaystyle \int \Phi *\Psi =\langle \Phi |\Psi \rangle }
그렇다면 작용을 다음과 같이 쓸 수 있다.
{\displaystyle S(\Psi )=\int ({\tfrac {1}{2}}\Psi *Q\Psi +{\tfrac {1}{3}}g\Psi *\Psi *\Psi )}.
이 기호들은 다음과 같이 공리화할 수 있다.
- 무제곱성

{\displaystyle Q^{2}=0}
- 부분적분

{\displaystyle \int Q=0}
- 라이프니츠 법칙

{\displaystyle Q(\Psi *\Phi )=Q\Psi *\Phi +(-)^{G(\Psi )}\Psi *Q\Phi } ({\displaystyle G(\Psi )}는 {\displaystyle \Psi }의 유령수)
- 차수가 붙은 교환법칙

{\displaystyle \int \Psi *\Phi =(-)^{G(\Psi *\Phi )}\int \Phi *\Psi }
- 결합법칙

{\displaystyle (\Phi *\Psi )*\Xi =\Phi *(\Psi *\Xi )}
이 공리로부터, 작용이 게이지 변환
{\displaystyle \delta \Psi =Q\Lambda +g(\Psi *\Lambda -\Lambda *\Psi )}
에 대하여 불변임을 보일 수 있다.
이에 따라서 다음과 같은 운동방정식을 얻는다.
{\displaystyle Q\Psi +g\Psi *\Psi =0}.
즉 {\displaystyle g\to 0}이면 기존의 끈 이론에서의 코호몰로지 조건인
{\displaystyle Q\Psi =0}
을 얻는다.
이는 준위절단(level truncation)을 통하여 수치적으로 풀 수도 있고, 해석적으로 풀 수도 있다.
이를 양자화하려면 바탈린-빌코비스키 양자화를 써서 무한한 수의 유령을 도입하여야 한다. 이에 따라 임의의 수의 열린 끈의 산란진폭을 계산할 수 있는데, 이는 기존의 (일차양자화) 끈 이론으로 계산한 값과 같다.

## 닫힌 끈과 초끈 장론
닫힌 끈의 장론은 바르톤 츠비바흐(스페인어: Barton Zwiebach Cantor)가 도입하였다.
초끈의 장론은 아직 잘 알려지지 않았다.

## 같이 보기
- 끈 이론
- 타키온 응축